# Aracima jezoensis
Aracima jezoensis är en fjärilsart som beskrevs av Inoue 1943. Aracima jezoensis ingår i släktet Aracima och familjen mätare. Inga underarter finns listade i Catalogue of Life.